# モンテネグロ人民解放国家反ファシスト委員会
モンテネグロおよびボカ人民解放国家反ファシスト委員会（セルビア語:Zemaljsko antifašističko vijeće narodnog oslobođenja Crne Gore i Boke; ZAVNOCGB）は、第二次世界大戦時のモンテネグロにおける反ファシスト運動の最高執行機関として設立された。その委員長はニコラ・ミリャニッチである。
ZAVNOCGBは、1943年11月にコラシンにて結成された。第2回の会合は1944年6月14日に開かれ、その名称をモンテネグロ人民解放反ファシスト会議（Crnogorska Antifašistička Skupština Narodnog Oslobođenja; CASNO）へと改めた。終戦後はモンテネグロ議会に改組された。